# Erzbistum Warschau
Das Erzbistum Warschau (lat.: Archidioecesis Varsaviensis, poln.: Archidiecezja warszawska) ist ein Erzbistum in Polen. Der Erzbischof von Warschau ist gleichzeitig Metropolit der gleichnamigen Kirchenprovinz, der die Bistümer Płock und Warschau-Praga als Suffragandiözesen unterstellt sind. Bischofskirche ist die Johanneskathedrale.

## Geschichte
Die Diözese wurde am 16. Oktober 1798 gegründet (Bulle Ad universam agri Dominici curam) und am 12. März 1818 zur suffraganen Erzdiözese (Bulle Militantis Ecclesiae regimini) erhoben. Am 30. Juni 1828 (Ex impsita nobis) erhielt es den Rang eines Metropolitanbistum. Von 1946 bis 1992 bestand eine Personalunion mit dem Erzbistum Gnesen.
Bei der Neustrukturierung der polnischen Bistümer im Jahr 1992 (Apostolische Konstitution Totus Tuus Poloniae Populus vom 25. März) wurde diese Union aufgelöst und es gab Fläche für die neuen Bistümer Łowicz und Warschau-Praga ab. Als eines von wenigen Bistümern (neben Rom, Essen, Mexiko und New York) umfasst es nicht die gesamte (heutige) Stadt, nach der es benannt ist; deren Rest bildet das Bistum Warschau-Praga. Zunächst gehörten zur Metropolie noch das Bistum Łódź und das Bistum Łowicz. Łódź wurde jedoch 2004 selbst Metropolitansitz mit Łowicz als Suffragan.

## Einzelnachweise

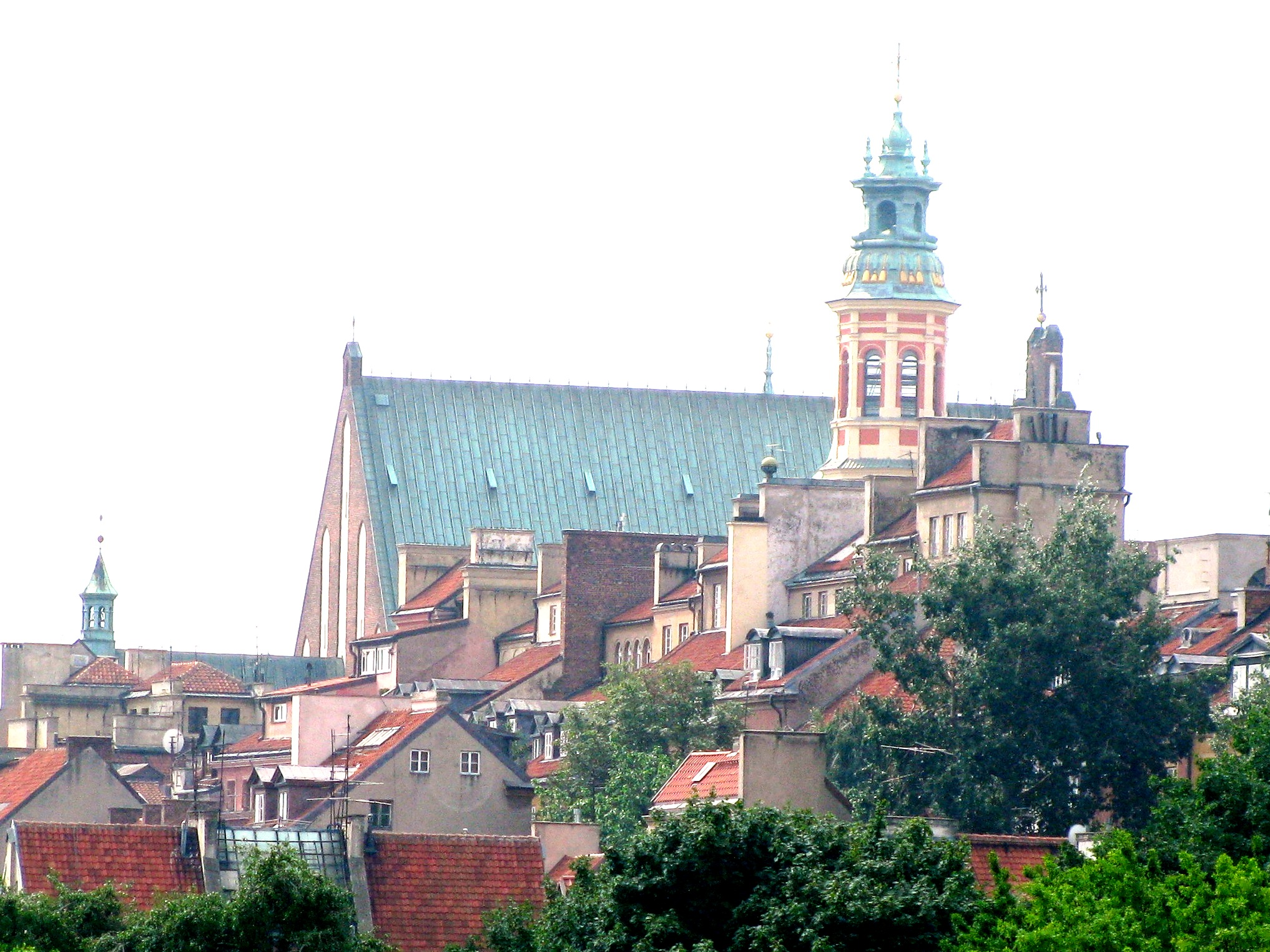
Johanneskathedrale Warschau